# Ódák könyve
Az Ódák könyve vagy Salamon ódái ószövetségi apokrif irat.
A gyűjtemény 42 ódát tartalmaz (a 2. óda hiányzik), amelyeknek keletkezését a Kr. u. 2. századra teszik, keresztény-gnosztikus környezetbe. Nagy valószínűséggel görög nyelven íródott, némelyek szerint azonban valamelyik szemita nyelven. Nagyobbrészt szír fordításban maradt fenn, de a 11. óda görül is létezik. (Bodmer papirusz XI.).